# Département de Henrico
Le département de Henrico est un commandement de l'armée confédérée dont l'existence couvre trois ans (de décembre 1861 au 5 mai 1864) de la guerre de Sécession(p900),(p871).

## Historique
Au début de la guerre de sécession, la défense de Richmond incombe à l'armée de Virginie du Nord. Néanmoins, comme le commandant de l'armée est souvent éloigné de la capitale, le département de la Guerre des États confédérés décide la création d'un département séparé qui assurera la sécurité de la ville, gardera les prisons à proximité, construira des défenses et luttera contre les raids de cavalerie de l'Union(p404). Le département de Henrico est donc créé en décembre 1861. Les responsabilités du département incluent la capitale confédérée de Richmond et le comté de Henrico(p900). Le brigadier général John H. Winder est nommé à la tête du département(p54),(p900). Non seulement Winder commande le département mais il supervise aussi les prisons de Belle Isle et de Libby qui détiennent les prisonniers de l'Union(p54).
Le 27 mars 1862, le département est étendu pour comprendre Petersburg et ses environs(p900). Le 30 août 1862, l'ensemble des troupes combattantes sont détachées du département(p871).
En avril 1863, l'ampleur des responsabilités devient telle que la responsabilité de la défense de Richmond est transférée au major général Arnold Elzey par création du département de Richmond(p404).
Le département est démantelé le 5 mai 1864 et est fusionné avec le département de Richmond(p900),(p871).

### Commandants

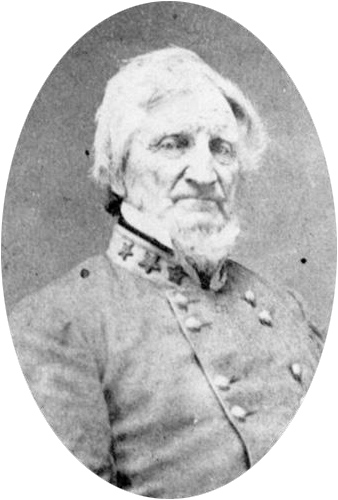
John H. Winder

- John H. Winder - décembre - 5 mai 1864